# Chaptusac
Chaptuzat és un municipi francès situat al departament del Puèi Domat i a la regió d'Alvèrnia-Roine-Alps. L'any 2007 tenia 412 habitants.

## Demografia

### Població
El 2007 la població de fet de Chaptuzat era de 412 persones. Hi havia 168 famílies de les quals 36 eren unipersonals (12 homes vivint sols i 24 dones vivint soles), 68 parelles sense fills, 56 parelles amb fills i 8 famílies monoparentals amb fills.
La població ha evolucionat segons el següent gràfic:
Habitants censats

### Habitatges
El 2007 hi havia 209 habitatges, 178 eren l'habitatge principal de la família, 14 eren segones residències i 17 estaven desocupats. 200 eren cases i 7 eren apartaments. Dels 178 habitatges principals, 163 estaven ocupats pels seus propietaris, 14 estaven llogats i ocupats pels llogaters i 1 estava cedit a títol gratuït; 2 tenien una cambra, 2 en tenien dues, 25 en tenien tres, 57 en tenien quatre i 92 en tenien cinc o més. 142 habitatges disposaven pel capbaix d'una plaça de pàrquing. A 73 habitatges hi havia un automòbil i a 95 n'hi havia dos o més.

### Piràmide de població
La piràmide de població per edats i sexe el 2009 era:
| Homes | Edats   | Dones |
| ----- | ------- | ----- |
| 0     | 95 o +  | 0     |
| 0     | 90 a 94 | 0     |
| 4     | 85 a 89 | 4     |
| 0     | 80 a 84 | 4     |
| 0     | 75 a 79 | 12    |
| 4     | 70 a 74 | 12    |
| 12    | 65 a 69 | 8     |
| 8     | 60 a 64 | 16    |
| 4     | 55 a 59 | 4     |
| 20    | 50 a 54 | 12    |
| 32    | 45 a 49 | 16    |
| 4     | 40 a 44 | 24    |
| 8     | 35 a 39 | 8     |
| 32    | 30 a 34 | 4     |
| 8     | 25 a 29 | 12    |
| 8     | 20 a 24 | 8     |
| 12    | 15 a 19 | 12    |
| 4     | 10 a 14 | 8     |
| 12    | 5 a 9   | 0     |
| 8     | 0 a 4   | 16    |

## Economia
El 2007 la població en edat de treballar era de 270 persones, 205 eren actives i 65 eren inactives. De les 205 persones actives 193 estaven ocupades (97 homes i 96 dones) i 12 estaven aturades (6 homes i 6 dones). De les 65 persones inactives 31 estaven jubilades, 15 estaven estudiant i 19 estaven classificades com a «altres inactius».

### Ingressos
El 2009 a Chaptuzat hi havia 188 unitats fiscals que integraven 461 persones, la mediana anual d'ingressos fiscals per persona era de 18.514 €.

### Activitats econòmiques
Dels 11 establiments que hi havia el 2007, 2 eren d'empreses de construcció, 5 d'empreses de comerç i reparació d'automòbils, 1 d'una empresa de transport, 1 d'una empresa d'hostatgeria i restauració i 2 d'empreses de serveis.
L'any 2000 a Chaptuzat hi havia 14 explotacions agrícoles que ocupaven un total de 690 hectàrees.

## Poblacions més properes
El següent diagrama mostra les poblacions més properes.